# Az év kézilabdázója (EHF)
Az év kézilabdázóját 2017 óta választja meg minden évben az Európai Kézilabda-szövetség a férfiak és a nők mezőnyében is, az előző naptári évben nyújtott teljesítményük és a szervezet hónap legjobbja-szavazásának összesítése alapján.

## A szavazás győztesei

### Férfiak
| Év   | Győztes                 | Ország       | Poszt     | Forrás |
| ---- | ----------------------- | ------------ | --------- | ------ |
| 2017 | Luka Cindrić            | Horvátország | Irányító  | [ 2 ]  |
| 2018 | Casper Ulrich Mortensen | Dánia        | Balszélső | [ 3 ]  |
| 2019 | Petar Nenadić           | Szerbia      | Irányító  | [ 4 ]  |

### Nők
| Év   | Győztes        | Ország   | Poszt     | Forrás |
| ---- | -------------- | -------- | --------- | ------ |
| 2017 | Cristina Neagu | Románia  | Balátlövő | [ 5 ]  |
| 2018 | Cristina Neagu | Románia  | Balátlövő | [ 6 ]  |
| 2019 | Eduarda Amorim | Brazília | Balátlövő | [ 7 ]  |